# Buddy Moss
Buddy Moss, pseudonimo di Eugene Moss (Contea di Warren (Jewell), 16 gennaio 1914 – Atlanta, 19 ottobre 1984), è stato un musicista, cantante e cantautore statunitense.

## Premessa
Buddy Moss è considerato uno dei chitarristi blues dell'East Coast più importanti che abbiano registrato nel periodo tra le ultime sessioni di Blind Blake nel 1932 e il debutto di Blind Boy Fuller nel 1935 (l'altro era Josh White). Contemporaneo più giovane di Blind Willie McTell, Curley Weaver e Barbecue Bob, Moss faceva parte di una confraternita di musicisti blues di Atlanta. Fu tra i pochi della sua epoca le cui carriere furono rinvigorite dal revival del blues degli anni '60 e '70.
Iniziò come discepolo musicale di Blake. La carriera di Moss fu interrotta nel 1935 da un periodo di prigione di sei anni e poi dalla seconda guerra mondiale, ma visse abbastanza a lungo da essere riscoperto negli anni '60, quando fece vedere che il suo talento si era conservato nel corso degli anni. Si riteneva che fosse irascibile e diffidente nei confronti degli altri.
Negli anni successivi, Moss diede sempre merito al suo amico e compagno di band Barbecue Bob di avere avuto un'influenza importante sul suo modo di suonare. Gli studiosi sostengono anche che Blind Blake fu una forza importante nel suo sviluppo, in quanto entrambi condividevano certi manierismi e certe inflessioni. Fu anche suggerito da Alan Balfour ed altri che Moss potrebbe avere avuto un'influenza su Blind Boy Fuller, anche se non si incontrarono mai e la carriera di Moss finì prima che Fuller iniziasse; le prime registrazioni di Moss mostrano alcune inflessioni e sfumature che Fuller non iniziò a registrare fino a qualche anno dopo.

## Biografia
Moss era uno dei 12 bambini nati da un mezzadro a Jewell, in Georgia, nella Contea di Warren, a metà strada tra Atlanta e Augusta. C'è qualche disaccordo sull'anno della sua nascita, alcune fonti che indicano il 1906 e molti altri di annate più recenti che sostengono il 1914. Iniziò ad imparare da solo l'armonica fin dalla più tenera età e suonava a feste locali intorno ad Augusta, dove la famiglia si era trasferita quando aveva quattro anni e rimase per i prossimi 10 anni. Nel 1928 girovagava per le strade di Atlanta. "Nessuno ha avuto influenza su di me", disse a Robert Springer del suo modo di suonare l'armonica, in un'intervista del 1975. "Ho continuato ad ascoltare le persone, quindi ascolto e ascolto e ascolto e finalmente mi viene in mente qualcosa".
Quando arrivò ad Atlanta, fu abbastanza bravo da farsi notare da Curley Weaver e Robert "Barbecue Bob" Hicks, che iniziò a lavorare con il giovane Moss. Weaver e Barbecue Bob si assicurarono il suo primo appuntamento di registrazione quando aveva 16 anni, come membro del loro gruppo, i Georgia Cotton Pickers, il 7 dicembre 1930, al Campbell Hotel di Atlanta, incidendo quattro canzoni per la Columbia: "I'm on My Way Down Home," "Diddle-Da-Diddle," "She Looks So Good" e "She's Comin' Back Some Cold Rainy Day". Il gruppo quel giorno era composto da Barbecue Bob e Weaver alle chitarre e Moss all'armonica. Moss non registrò più nulla per i successivi tre anni.
Nel 1933 Moss aveva imparato da solo la chitarra, con la quale divenne così abile da essere pari e rivale di Weaver. Suonò spesso con Barbecue Bob fino alla sua morte per polmonite il 21 ottobre 1931. Moss trovò un nuovo partner e socio in Blind Willie McTell, leggenda del blues di Atlanta, esibendosi con lui alle feste nella zona di Atlanta.
Nel gennaio del 1933 fece il suo debutto come artista discografico per l'American Record Company (ARC) di New York, accompagnato da Fred McMullen e Curley Weaver, incidendo tre canzoni, "Bye Bye Mama," "Daddy Don't Care" e "Red River Blues". Altre otto canzoni seguirono nei tre giorni successivi e tutte e 11 furono pubblicate, più di quante siano state pubblicate per McMullen o Weaver nelle stesse sessioni.
Le sessioni di debutto videro anche Moss tornare all'armonica a bocca come membro dei Georgia Browns, Moss, Weaver, McMullen e la cantante Ruth Willis, per sei canzoni realizzate nelle stesse sessioni. Ma il suo stile come chitarrista avrebbe creato la sua nei cinque anni successivi.
I dischi di Moss furono pubblicati simultaneamente su varie etichette associate alla ARC e riscossero un tale successo che a metà settembre 1933 tornò a New York insieme a Weaver e McTell. Moss incise un'altra dozzina di canzoni per la compagnia, questa volta accompagnato da Weaver. Accompagnò anche Weaver e McTell nei loro numeri.
Questi dischi furono venduti abbastanza bene che tornò a New York nell'estate del 1934, questa volta come chitarrista solista e cantante, per registrare più di una dozzina di brani. A questo punto le incisioni di Moss stavano vendendo di più quelle dei suoi colleghi Weaver e McTell ed erano molto ascoltate negli stati meridionali e negli stati cuscinetto degli Stati Uniti. Il suo "Oh Lordy Mama" di queste sessioni di incisione divenne noto come "Hey Lawdy Mama", una canzone interpretata da vari artisti. Questo corpo di registrazioni rappresenta anche il ponte che stese Moss tra Blind Blake e Blind Boy Fuller, la sua versione solista di "Some Lonesome Day" e anche "Dough Rollin 'Papa", dal 1934, idee avanzate nel suonare e nel cantare che Fuller scelse e adattò al suo stile, mentre l'influenza persistente di Blake può essere ascoltata in "Insane Blues".
Nell'agosto del 1935 i diritti di Moss per canzone fu raddoppiata, da $ 5 a $ 10 (in un momento in cui molti sopravvivevano con meno di quella per settimana) e quando non registrava si esibiva in giro per Atlanta con McTell e Weaver. Quando Moss tornò in studio nell'estate del 1935, aveva un nuovo partner, Josh White (Joshua Daniel White, "The Singing Christian"). Registrarono 15 canzoni nell'agosto del 1935. Sembrava che Moss fosse destinato a mettere in ombra i suoi ex mentori Weaver e McTell, quando un disastro personale e legale lo colpì.

## L'arresto e la prigione
In un incidente che non è mai stato completamente raccontato o spiegato, Moss fu arrestato e processato per l'omicidio di sua moglie, giudicato colpevole e condannato ad una lunga detenzione. (La foto in alto rappresenta Moss nella prigione in cui era stato incarcerato.) Con la morte di Fuller nel 1941, il suo manager, J.B. Long, fece degli sforzi per ottenere il rilascio di Moss in sostituzione di Fuller. Con la combinazione del buon comportamento di Moss come prigioniero, la corruzione di due commissioni per la libertà vigilata e le suppliche di due sponsor esterni (Long e la Columbia Records) disposti a garantire sulla sua ubbidienza alla libertà condizionale, Moss fu scarcerato sotto la custodia di Long, a condizione che restasse fuori dallo stato della Georgia per un decennio. Mentre lavorava presso l'Elon College per Long sotto l'accordo di libertà vigilata, Moss incontrò un gruppo di altri musicisti blues sotto la direzione di Long, inclusi Sonny Terry e Brownie McGhee.
Nell'ottobre del 1941 Moss, Terry e McGhee andarono a New York per incidere alcune facciate per la Okeh Records/Columbia, tra cui 13 numeri di Moss con i suoi due nuovi colleghi. Solo tre delle canzoni sono state pubblicate e poi gli eventi cospirarono per impedire il ritorno di Moss. Con l'entrata degli Stati Uniti nella seconda guerra mondiale, nel dicembre di quell'anno, il governo iniziò a razionare la gommalacca, che veniva utilizzata per produrre i dischi da 78 giri nel 1942; a malapena fu assegnata all'industria discografica per mantenerla funzionante e le case discografiche furono costrette a ridurre le registrazioni di tutti gli artisti meno redditizi. Sempre nel 1942 l'unione di musicisti vietò la registrazione da parte dei propri membri. Inoltre la popolarità del country blues acustico, anche del calibro di quello che Moss interpretava, sembrava diminuire, riducendo ulteriormente l'interesse delle case discografiche a registrarlo.
Moss continuò ad esibirsi nell'area intorno a Richmond, Virginia e Durham, nella Carolina del Nord, durante la metà degli anni '40. Si esibì di nuovo con Weaver ad Atlanta nei primi anni '50, ma la musica non era più la sua professione o il suo modo di guadagnarsi da vivere. La sua interdizione decennale dalla Georgia è probabilmente il motivo per cui perse la registrazione per la Regal Records ad Atlanta nel 1949; in quel periodo furono registrati artisti del calibro di Weaver, McTell e Frank Edwards. Andò a lavorare in una fattoria di tabacco, guidò camion e lavorò come operatore di ascensori, tra gli altri lavori, nei successivi 20 strani anni.
Sebbene suonasse ancora occasionalmente nella zona di Atlanta, Moss fu in gran parte dimenticato. Nonostante il fatto che le fonti di riferimento si riferissero anche a lui come uno dei bluesman più importanti degli anni '30, fu trascurato dal revival del blues. In un certo senso fu tradito dal fatto che la sua carriera discografica era stata così breve, dal 1933 al 1935, e non si era mai ripresa dall'interruzione nel suo lavoro mentre era in prigione. Il suo personaggio problematico rese difficile per molti, sia bianchi che neri, fare affari con lui.
Nel 1964 Moss sentì dire che il suo vecchio compagno Josh White teneva un concerto alla Università Emory di Atlanta. Moss visitò il backstage di White al concerto e i fan che gironzolano attorno alla leggenda affermata White scoprirono un'altra leggenda del blues in mezzo a loro. Moss fu persuaso a riprendere ad esibirsi in una serie di concerti davanti al pubblico universitario, in particolare sotto l'egida dell'Atlanta Folk Music Society e della Folklore Society of Greater Washington. Ebbe anche nuove sessioni di registrazione per l'etichetta Columbia a Nashville, ma niente di quel materiale fu pubblicato durante la sua vita.
Un concerto a Washington DC, il 10 giugno 1966, fu registrato e parti di esso furono successivamente pubblicate dalla Biograph Records. Moss si esibì al Newport Folk Festival nel 1969 e apparve in luoghi insoliti come l'Electric Circus, a New York, nello stesso anno. Durante gli anni '70 si esibì al John Henry Memorial Concert in Virginia Occidentale per due anni consecutivi. Si esibì anche all'Atlanta Blues Festival e all'Australian Grass Roots Music Festival nel 1976 e successivamente al National Folk Festival, tenutosi al Wolf Trap Farm Park di Vienna, in Virginia.

## Morte
Moss morì ad Atlanta il 19 ottobre 1984, ancora una volta in gran parte dimenticato dal pubblico. Negli anni successivi la sua musica fu resa disponibile dalla Biograph Records, che ristampò lo spettacolo del 1966 e dalla Document Records, che pubblicò praticamente tutti i dischi che aveva pubblicato tra il 1930 e il 1941. Alcuni cercarono di persuaderlo a registrare di nuovo, ma la sua personalità difficile lo rendeva impossibile, nonostante il suo immenso talento e la sua importanza.
Di conseguenza la sua reputazione è cresciuta ancora una volta, anche se non è ancora così noto tra gli appassionati di blues come Blind Willie McTell o Blind Boy Fuller.

## Discografia

### Album
- Atlanta Blues Legend (Biograph, 1967) re-released in 1970 as Rediscovery

### Raccolte
- Georgia Blues Volume Two (Kokomo, 1968)
- Georgia Blues 1930–1935 (Travelin' Man, 1983)
- Red River Blues: 1933–1941 (Travelin' Man, 1984)
- Buddy Moss 1933–1935 (Document, 1988)
- Buddy Moss 1930–1941 (Travelin' Man, 1990)
- Complete Recorded Works Vol. 1; 1933 (Document, 1992)
- Complete Recorded Works Vol. 2; 1933–1934 (Document, 1992)
- Complete Recorded Works Vol. 3; 1935–1941 (Document, 1992)
- Buddy Moss: The Essential (Document, 2002)

## Artisti associati
- Georgia Cotton Pickers
- Robert "Barbecue Bob" Hicks
- Curley Weaver
- Georgia Browns
- Fred McMullen
- Blind Willie McTell
- Josh White